# Гистерангиевые (порядок)
Гистерангиевые (лат. Hysterangiales) — порядок грибов, входящий в класс агарикомицетов (Agaricomycetes).

## Описание
- Плодовые тела располагаются под землёй или на её поверхности, шаровидные или неправильной формы, с ножковидным сужением в нижней части или без него. Перидий иногда легко отделяется от глебы, эластичный или жёсткий, белого, жёлтого, сиреневого, коричневого или фиолетового цвета, при повреждении иногда розовеет, краснеет, буреет, желтеет или сиреневеет. Глеба у зрелых грибов желеобразная или порошкообразная, серого, оливкового или коричневого цвета, с неприятным запахом.
- Споры эллиптической, продолговатой или веретеновидной формы, гладкие или же покрытые бородавками или шипиками, бесцветные, буроватые или зеленоватые, неамилоидные или декстриноидные. Базидии 2—8-споровые.

## Таксономия

### Синонимы
- Hysterangiales Zeller, 1933, nom. nud.
- Hysterangiales Locq., 1974, nom. nud.

### Семейства
- Gallaceaceae Locq. ex P.M. Kirk, 2008
- Hysterangiaceae E. Fisch., 1899 — Гистерангиевые
- Mesophelliaceae Jülich, 1981
- Trappeaceae P.M. Kirk, 2008